# Castiglione di San Martino
Castiglione di San Martino est un site archéologique de l'île d'Elbe. C'est une colline à 115 m d'altitude qui était autrefois occupée par un village fortifié étrusque dans la commune de Portoferraio, dans la province de Livourne en Toscane.

## Description
Cet oppidum, qui, comme les autres colonies étrusques de l'île contrôlait l'ancien commerce de l'acier, possédait un mur de plan irrégulièrement rectangulaire (20 × 50 m), constitué de blocs de pierre locale superposés. Le peuplement a été caractérisé par différentes phases d'habitation, c'est-à-dire de la première moitié du IVe siècle av. J.-C. jusqu'à environ 250 av. J.-C., période à laquelle est datée la conquête romaine de l'île d'Elbe.
Parmi les matériaux archéologiques récupérés, aujourd'hui conservés au Musée Archéologique Civique de Portoferraio, figurent des kylix de peinture noire, des skyphos, des céramiques de Gnathia, des amphores étrusques et gréco-italiques et une pièce de monnaie en bronze de Populonia.

## Curiosité
Selon certains auteurs du XVIIIe siècle, l'ancien nom de la colonie était Valeria (la ville de Valeria dans la plaine de San Martino, autrefois appelée Il Botro Nero, écrit Giovanni Vincenzo Coresi Del Bruno Giovanni Vincenzo Coresi Del Bruno, Zibaldone di memoria, Biblioteca Marucelliana de Florence, C, 29, 1729), tandis que selon Agostino Cesaretti (1788) « on dit qu'elle fut construite par les descendants de la maison de Valérie, qui, à l'occasion de dissensions civiles entre les Romains, se retirèrent à l'île d'Elbe. ».